# Gordola
Gordola (lmo. Gordora) – miejscowość i gmina w południowej Szwajcarii, w kantonie Ticino, w okręgu (distretto) Locarno, w powiecie (circolo) Navegna. Leży nad jeziorem Lago di Vogorno.  

## Demografia
W Gordoli mieszka 4 740 osób. W 2021 roku 19,5% populacji gminy stanowiły osoby urodzone poza Szwajcarią. 

## Transport
Przez teren gminy przebiegają autostrada A13 oraz droga główna nr 13.